# 半開羊肚菌
半開羊肚菌（學名：Morchella semilibera）是羊肚菌科下的一種真菌，原產於歐洲與亞洲。
DNA序列分析顯示半開羊肚菌包含了三個被地理隔離，但外觀非常相似的隱存種。由於奧古斯丁·彼拉姆斯·德堪多最初是以歐洲的樣本描述此物種，因此學名Morchella semilibera應被限制只用來描述歐洲的物種。2012年，北美洲西部的半開羊肚菌被描述為一個學名為Morchella populiphila的新種，而北美洲東部的半開羊肚菌被描述為一個學名為Morchella punctipes的新種。三種半開羊肚菌都與高羊肚菌等黑羊肚菌關係密切。

## 外部連結
- Morchella semilibera於Index Fungorum.（页面存档备份，存于）